# Meus Prêmios Nick alla cantante femminile preferita
Il Meus Prêmios Nick alla cantante femminile preferita (Cantora favorita) è stato un premio assegnato annualmente ai Meus Prêmios Nick alla cantante preferita dai telespettatori del canale Nickelodeon Brasile.
Nel 2009 la categoria confluisce insieme a "Cantante maschile preferito" (Cantor favorito), nella categoria "Cantautore o cantautrice preferito" (Cantor o cantora favorito).
Nel 2017 la categoria cambia denominazione in "Cantante o duetto femminile preferito" (Cantora ou dupla favorita).
Dal 2018 la categoria viene abbandonata, insieme alla corrispettiva maschile, per formare la nuova categoria mista "Artista musicale preferito" (Artista musical favorito).

## Vincitori e candidati
Qui di seguito la lista con vincitori, in grassetto, e candidati per edizione.

### Anni 2000
- 2000
  - Sandy Leah Lima
- 2001
  - Sandy Leah Lima
- 2002
  - Sandy Leah Lima
- 2003
  - Kelly Key
- 2004
  - Pitty
- 2005 
  - Pitty
- 2006
  - Pitty
  - Sandy Leah Lima
  - Ivete Sangalo
  - Marjorie Estiano
- 2007
  - Claudia Leitte
  - Ivete Sangalo
  - Pitty
  - Sandy Leah Lima
- 2008
  - Ivete Sangalo
  - Claudia Leitte
  - Marjorie Estiano
  - Pitty
- 2009
  - Claudia Leitte
  - Ivete Sangalo
  - Lucas Silveira
  - Di Ferrero

### Anni 2010
- 2010 
  - Claudia Leitte
  - Ivete Sangalo
  - Sandy Leah Lima
  - Pitty
- 2011 
  - Paula Fernandes
  - Manu Gavassi
  - Claudia Leitte
  - Pitty
- 2012 
  - Manu Gavassi
  - Ivete Sangalo
  - Mariana Lessa
  - Paula Fernandes
- 2013 
  - Claudia Leitte
  - Anitta
  - Manu Gavassi
  - Pitty
- 2014 
  - Manu Gavassi
  - Ivete Sangalo
  - Anitta
  - Pitty
- 2015 
  - Pitty
  - Anitta
  - Claudia Leitte
  - Ivete Sangalo
- 2016 
  - Anitta
  - Ludmilla
  - Manu Gavassi
  - Paula Mattos
  - Pitty
  - Tiê
- 2017
  - Ludmilla
  - Anitta
  - Larissa Manoela
  - Simone & Simaria

## Statistiche

### Maggior numero di premi
- 4 - Claudia Leitte
- 3 - Pitty
- 3 - Anitta
- 3 - Sandy Leah Lima
- 2 - Ludmilla
- 2 - Melim

### Maggior numero di candidature
- 11 - Pitty
- 9 - Anitta
- 8 - Ivete Sangalo
- 7 - Claudia Leitte
- 6 - Sandy Leah Lima